# 메티스 (신화)
메티스(그리스어: Μήτις  '지혜로운 여자'라는 의미)는 그리스 신화에서 제2세대 티탄 여신들 중에 하나로, 제1세대 티탄인 오케아노스와 역시 제1세대 티탄인 테티스 사이에서 태어난 3000명의 오케아니스 가운데 하나이다.

## 그리스 신화
메티스는 제우스와 그 형제자매 세대보다 앞선 세대의 여신이지만 제우스의 첫 번째 아내가 되었다.제우스가 가장 사랑하는 여신이었다. 헤시오도스의 《신들의 계보》에 따르면 메티스는 "신과 인간 중에서 가장 지혜로운 자(wisest among gods and mortal men)"였다.
제우스의 아버지 크로노스는 자신의 자식이 자신의 왕권을 차지할 것이라는 예언 때문에 아내 레아로부터 자식이 태어나는 족족 삼켜버렸다. 제우스는 크로노스에게 삼켜지지 않고 장성한 후 크로노스를 폐위시키고 왕권을 차지하기 위해 도전하였다. 이 때 크로노스가 그 동안 삼켰던 자신의 자식들, 즉 제우스의 다섯 형제자매를 토해내는데, 구체적으로 어떻게 하여 토해내게 되었는가에 대해서는 최소한 2가지 버전의 이야기가 있다. 그 중에 하나는 메티스가 관련되어 있는데, 이 이야기에 따르면 메티스가 크로노스에게 구토를 일으키는 약을 먹여 그동안 삼켰던 제우스의 형제자매를 토해내게 만들었다.

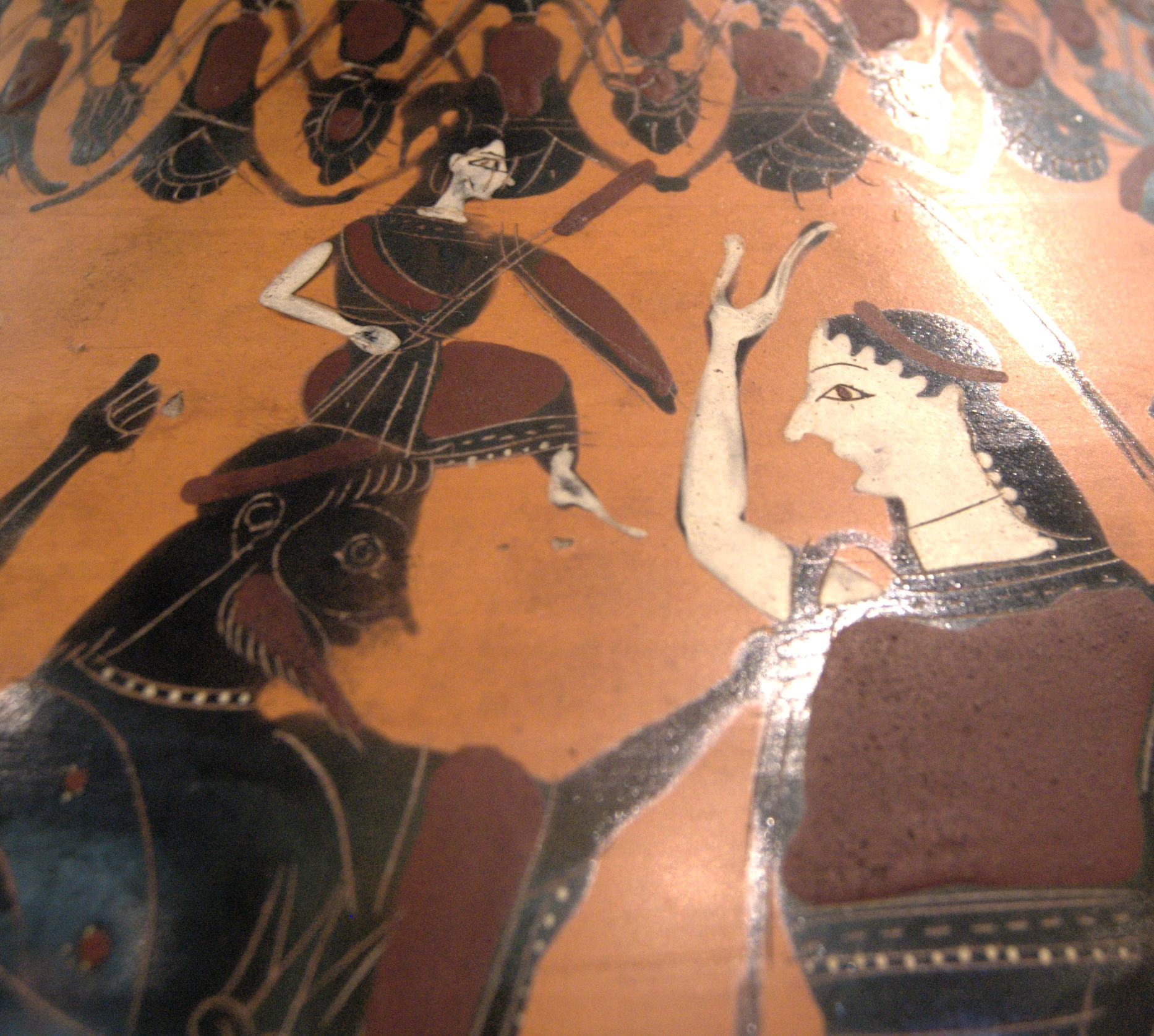
제우스의 머리에서 태어나는 아테나: 기원전 550~525년 경의 흑색그림형 암포라에 그려진 그림(루브르 박물관 소장)으로, 《신들의 계보》에서는 아테나가 다 장성한 모습으로 무장을 한 채로 제우스의 머리에서 태어났다고 말하고 있는데 이것을 묘사하고 있다. 유머러스한 점으로, 제우스가 출산의 여신 에일레이티이아의 옷을 붙잡고 있는데, 당연히 이런 이야기가 《신들의 계보》 등의 신화집에 실려 있지는 않다.

한편, 헤시오도스의 《신들의 계보》에 따르면, 제우스는 메티스와 결혼한 뒤에 임신상태의 메티스를 가이아와 우라노스의 조언에 따라 "제우스 자신의 뱃속에 집어넣었는데(put her in his own belly)", 이는 메티스가 낳을 제우스의 2번째 자식이 매우 뛰어나서 제우스의 왕권에 도전할 것이라는 예언을 두려워 했기 때문이다. 그 에언은 메티스가 낳을 첫 아이는 빛나는 눈의 딸 아테나이며, 둘째는 아들로 그 아들은 제우스보다 더 뛰어나서 제우스 대신 왕이 될 것이라는 예언이었다. 이것을 막기 위하여 제우스는 메티스를 삼켰다.
하지만, 이미 메티스는 아테나를 임신하고 있는 상태였기 때문에 아테나는 제우스의 뱃속에서 태어나서 자라났고, 훗날 제우스가 두통으로 괴로워할 때 프로메테우스(다른 전승에서는 헤파이스토스)가 제우스의 이마를 도끼로 찍어 열자, 아테나가 이미 장성하여 무장을 한 채로 그 머리에서 튀어나왔다. 왕권을 차지하리라고 예언된 다른 아들은 어떻게 되었는가에 대해서는 《신들의 계보》를 비롯한 신화집에서 별다른 언급이 없다. 하지만, 현대의 그리스 신화 관련 자료들에서는 나름 합리적으로 추정하는데, 메티스가 제우스의 뱃속에 있으므로 메티스는 제우스와 성생활을 할 수 없고 그렇기 때문에 메티스와의 사이에는 더 이상의 아이를 가질 수 없으며 따라서 예언은 실현될 수 없었고 제우스는 왕권을 계속 유지할 수 있었다고 본다. 참고로, 그리스 신화에서 제우스가 왕권을 빼앗겼다는 이야기는 없다.또 프로메테우스가 제우스와 테티스 사이에서 태어난 아들이 제우스의 왕좌를 뺐을거라고 예언한다.

## 천문학에서 메티스
- 소행성, 9 메티스는 1848년 명명되었다..
- 목성의 위성 중에 메티스가 있다. (1979년 명명됨)목성과 가장 가까운 위성이다.

## 같이 보기
- 테미스

## 참고 문헌
- (고대 그리스어) 헤시오도스 지음 (기원전 7세기). 《신들의 계보》. 페르세우스 프로젝트. |title=에 외부 링크가 있음 (도움말)
- (영어) Hesiod 지음, Hugh G. Evelyn-White 영역 (1914). 《Theogony (신들의 계보)》. Loeb Classical Library Volume 57. London: William Heinemann. |title=에 외부 링크가 있음 (도움말)
- (영어) Pseudo-Apollodorus 지음, James George Frazer 영역 (1921). 《The Library (비블리오테케)》. Loeb Classical Library Volumes 121 & 122. Cambridge, MA, Harvard University Press; London, William Heinemann Ltd. |title=에 외부 링크가 있음 (도움말)